# 吉田知那美
吉田知那美（日语：／ Yoshida Chinami，1991年7月26日—）出生於北海道北見市，是一名日本女子冰壺運動員。她是北見Loco Solare冰壺俱樂部的隊員，妹妹吉田夕梨花也是隊友之一。她曾於2016年代表日本奪得該國首枚世界冰壺錦標賽獎牌，並在2014年冬季奥林匹克運動會、2018年冬季奥林匹克運動會中代表日本女子冰壺队参赛，於2018年奧運會上為日本摘得銅牌。

## 生平
她從小學二年級開始接觸冰壺運動，四年級起參加比賽。中學時期和妹妹吉田夕梨花、小野寺佳步、鈴木夕湖等人組成的隊伍「常呂中學校ROBINS」，因為在日本冰壺錦標賽上打敗奧運代表「青森隊」而名譟一時。
高中畢業後前往加拿大留學。歸國後接受故鄉前輩小笠原步的邀請，加入北海道銀行FORTIUS，代表日本參加2014年冬季奧林匹克運動會女子冰壺比賽，最終以第五名作收。
2014年冬奧會後退出北海道銀行FORTIUS，加入由本橋麻里率領的北見Loco Solare冰壺俱樂部。其後該隊獲得2015年亞洲及太平洋冰壺錦標賽冠軍以及2016年世界女子冰壺錦標賽亞軍，並代表日本參加2018年冬季奧林匹克運動會女子冰壺比賽，奪得銅牌。

## 外部連結
- ロコ・ソラーレ （日語）
- 吉田知那美的Instagram帳戶